# Coffeyville (Kansas)
Coffeyville é uma cidade localizada no estado americano de Kansas, no Condado de Montgomery.

## Demografia
Segundo o censo americano de 2000, a sua população era de 11.021 habitantes.
Em 2006, foi estimada uma população de 10.387, um decréscimo de 634 (-5.8%).

## Geografia
De acordo com o United States Census Bureau tem uma área de
18,3 km², dos quais 18,3 km² cobertos por terra e 0,0 km² cobertos por água.

## Localidades na vizinhança
O diagrama seguinte representa as localidades num raio de 24 km ao redor de Coffeyville.